# レッキング・ボール (エミルー・ハリスのアルバム)
| 専門評論家によるレビュー         | 専門評論家によるレビュー |
| レビュー・スコア                 | レビュー・スコア         |
| 出典                             | 評価                     |
| -------------------------------- | ------------------------ |
| オールミュージック               | [ 1 ]                    |
| オースティン・クロニクル         | [ 2 ]                    |
| エンターテイメント・ウィークリー | A−                       |
| ロサンゼルス・タイムス           | [ 4 ]                    |
| Robert Christgau                 | (B)                      |
| ローリング・ストーン             | [ 6 ]                    |

『レッキング・ボール』(Wrecking Ball) は、1995年9月26日にエレクトラ・レコードからリリースされた、アメリカのカントリーアーティスト、 エミルー・ハリスの18枚目のスタジオ・アルバム。ハリスは伝統的なアコースティックサウンドから離れ、U2とのプロダクションで有名なプロデューサーのダニエル・ラノワとエンジニアのマーク・ハワードとの共同作業をおこなった。アルバムはムードのある感覚の音作りがなされ、スティーヴ・アール、ラリー・マレン・ジュニア、ケイト&アンナ・マクギャリグル、ルシンダ・ウィリアムス、そしてタイトル曲を書いたニール・ヤングによるゲスト・パフォーマンスをフィーチャーしている。 

## 背景
ハリスの曲の選択は常にいろいろなものから取捨選択したものだったが、このアルバムは新発展と見なされた。ハリスは48歳で、カントリーミュージック界の長女のようになっていた。アルバムはほぼ普遍的な称賛を受け、多くの批評家に年末の『ベスト・オブ・～』にリストアップさせ、ハリスのキャリアをよりハードなエッジを取り入れるという、これまでとは多少異なる方向に向けることになった。キャリアを再定義するアルバムとして『レッキング・ボール』は、1979年のマリアンヌ・フェイスフルのアルバム『ブロークン・イングリッシュ』およびジョニー・キャッシュの『アメリカン・レコーディングス』と比較されている。『レッキング・ボール』は、1996年のグラミー賞で最優秀コンテンポラリー・フォーク・レコーディングを受賞した。

## コンテンツ
ハリスはニール・ヤングの曲「レッキング・ボール」をカバーし、このトラックにはヤングによるハーモニーが含まれている。この曲はハリスによってルシンダ・ウィリアムスの「Sweet Old World」との2トラックCDシングルとしてリリースされたが、多くのレビュアーはタイトルトラックをアルバムのハイポイントとは考えていなかった。 

## トラックリスト
| #         | タイトル                                                                 | 作詞  | 作曲・編曲 | 時間 |
| --------- | ------------------------------------------------------------------------ | ----- | ---------- | ---- |
| 1.        | 「Where Will I Be? (with Daniel Lanois)」(ダニエル・ラノワ)              |       |            | 4:15 |
| 2.        | 「Goodbye」(スティーヴ・アール)                                          |       |            | 4:53 |
| 3.        | 「All My Tears」(ジュリー・ミラー)                                       |       |            | 3:42 |
| 4.        | 「Wrecking Ball」(ニール・ヤング)                                        |       |            | 4:49 |
| 5.        | 「Goin' Back to Harlan」(アンナ・マクギャリグル)                         |       |            | 4:51 |
| 6.        | 「Deeper Well」(デヴィッド・オルニー、ラノワ)                            |       |            | 4:19 |
| 7.        | 「Every Grain of Sand」(ボブ・ディラン)                                  |       |            | 3:56 |
| 8.        | 「Sweet Old World」(ルシンダ・ウィリアムス)                              |       |            | 5:06 |
| 9.        | 「May This Be Love (with Daniel Lanois)」(ジミ・ヘンドリックス)          |       |            | 4:45 |
| 10.       | 「Orphan Girl」(ジリアン・ウェルチ)                                      |       |            | 3:15 |
| 11.       | 「Blackhawk」(ラノワ)                                                    |       |            | 4:28 |
| 12.       | 「Waltz Across Texas Tonight」(ロドニー・クローウェル、エミルー・ハリス) |       |            | 4:46 |
| 合計時間: | 合計時間:                                                                | 53:05 |            |      |

## パーソネル
- エミルー・ハリス – ボーカル、3 5 7 10 11 12のアコースティックギター 、10のハーモニーボーカル
- ダニエル・ラノワ – 1 2 3 5 8 10 11 12のマンドリン 、1 2 3 4 6 8 9 11 12のエレクトリックギター、2 7 11のアコースティックギター、1 3のベース、1 10のダルシマー 、1 9のデュエットボーカル、3の聖歌ボーカル、4のパーカッション、8のベースペダル
- マルコム・バーン – ピアノ 2 4 8 11 12、 タンバリン 4 10 11、 ヴィブラフォン 4、 オルガン 5、シンセサイザー 5、キーボード 6、 スライドギター 8 12、ベース11、ドラムス 11、ハーモニーボーカル 11
- ラリー・マレン・ジュニア – 2 4 6 7 8 9 12のドラムス 、4のシンバル 、10のハンドドラム
- トニー・ホール – パーカッション、2 4 6 7 12のベース、10のスティックドラム
- ダリル・ジョンソン – 1のハイハーモニーボーカル、1のトムトム 、5のドラムキットベースペダル、5のバッキングボーカル、6のハーモニーベース、10のハーモニーボーカル

### 追加のパーソネル
- ブライアン・ブレイド – 1のドラム、5のインドのハンドドラム
- スティーヴ・アール – 2 7 8のアコースティックギター
- サム・オサリバン – 4のロトホイール
- ニール・ヤング – 4、8のハーモニーボーカル、8のハーモニカ
- クファール・ムートン – 5の追加パーカッション
- ルシンダ・ウィリアムス – 8のアコースティックギター
- リチャード・ベネット – 8のトレモロギター
- アンナ・マクギャリグル – 12のハーモニーボーカル
- ケイト・マクギャリグル – 12のハーモニーボーカル

## チャート
アルバム
| 年   | チャート                                | 最高位 |
| ---- | --------------------------------------- | ------ |
| 1995 | アメリカ合衆国 ビルボード Billboard 200 | 94     |
| 1995 | イギリス 全英アルバムチャート           | 46     |